# Josh Cooper
Joshua Edward Synge Cooper (* 3. April 1901 in Fulham; † 24. Juni 1981 im Vereinigten Königreich), genannt Josh Cooper, war während des Zweiten Weltkriegs ein britischer Kryptoanalytiker.

## Leben

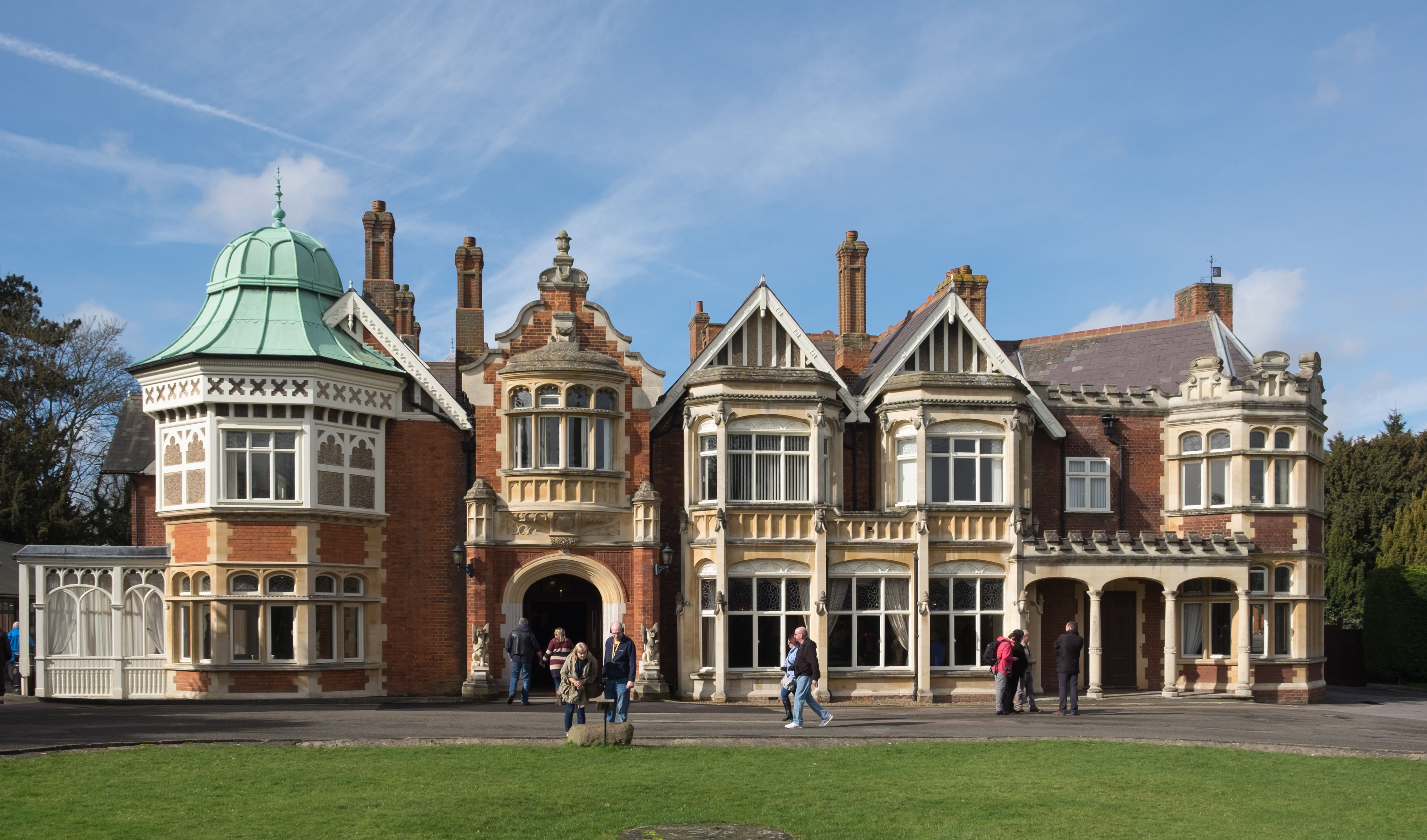
Das Herrenhaus, genannt, von Bletchley Park war der Sitz der von Josh Cooper geleiteten Air Section (Luftfahrtabteilung).

Geboren im Westen Londons als Sohn des Ingenieurs Richard Edward Synge Cooper und seiner Ehefrau Mary Eleanor Burke, der jüngsten Tochter von William Burke, war Josh, wie er zumeist genannt wurde, das älteste von fünf Kindern einer anglo-irischen Familie mit vier Söhnen und einer Tochter. An der Shrewsbury School lernte er Ronnie Knox kennen, den zum Katholizismus konvertierten Bruder von Dilly Knox. Bereits der junge Josh zeichnete sich durch ein ungewöhnliches Sprachtalent aus und erlernte am King’s College London Arabisch sowie osteuropäische Sprachen wie Russisch und Serbisch.
Bereits in den 1920er Jahren trat er dem britischen Geheimdienst bei, der durch Hugh Sinclair gegründeten und geleiteten Government Code and Cypher School (G.C. & C.S., deutsch etwa „Staatliche Code- und Chiffrenschule“), Vorläuferin der heutigen Government Communications Headquarters (GCHQ). Im Jahr 1930 wurde er nach Sarafand al-Amar ins damalige Palästina geschickt, um dort verschlüsselte russische Funksprüche der Schwarzmeerflotte zu analysieren, die mithilfe eines Handschlüssel-Verfahrens geschützt wurden.
Nach seiner Rückkehr wurde er im Jahr 1933 zum Leiter der italienischen Sektion der G.C. & C.S. ernannt. Ein Jahr später heiratete er Winifred Parkinson. Das Ehepaar bekam zwei Söhne. Im Jahr 1936 wurde Josh Cooper zum Head of Air Section ernannt, Chef der neu gegründeten Luftfahrtabteilung. Diese bestand im September 1939, als der deutsche Überfall auf Polen den Zweiten Weltkrieg auslöste, aus neun Männern und neun Frauen. Danach wuchs die Personalstärke rasant an. Auf dem Höhepunkt, im Juli 1944, waren es rund 200 Mitarbeiterinnen sowie 300 Mitarbeiter. Deren wichtigste Aufgabe war die Übersetzung und die militärisch-taktische Auswertung von feindlichen, zumeist japanischen, italienischen oder deutschen Funksprüchen. Diese wurden von Y‑Stationen (Funkhorchstellen), die über das ganze Land verstreut waren, aufgefangen und nach Bletchley Park (B.P.) gesendet. Hier wurden sie durch Nachbarabteilungen, wie Hut 6 und Hut 8, entziffert. Die den feindlichen Luftstreitkräften zugeordneten Funksprüche wurden durch die Air Section „interpretiert“, also im Detail analysiert und ins große Lagebild eingeordnet. Unter dem Decknamen Ultra gelangten schließlich zusammenfassende Berichte an den Premierminister und die oberste militärische Führungsebene des Landes.
Am 1. März 1944 wurde Josh Cooper zum Deputy Director (Air Section) ernannt, kurz DD (AS), und war damit der Jüngste innerhalb der oberen Führungsebene von B.P. Er zeichnete sich nicht nur als herausragender Kryptoanalytiker und exzellenter Fremdsprachenkenner aus, sondern wurde auch als eine imposante, allseits respektierte und angenehme Führungspersönlichkeit geschätzt.
Nach dem Krieg diente er in den GCHQ, Nachfolgeorganisation der G.C. & C.S., und ging 1961 in den Ruhestand. Danach schrieb er mehrere Bücher über Russland und die russische Literatur. Joshua Edward Synge Cooper wurde 80 Jahre alt.